# Stephen Stucker
Stephen Stucker (Des Moines, 2 de julho de 1947 – Hollywood, 13 de abril de 1986) foi um ator americano, conhecido por interpretar personagens bizarros, principalmente o maníaco trabalhador da sala de controle Johnny nos filmes Airplane! e Airplane II: The Sequel e o estenógrafo na sequência do tribunal de The Kentucky Fried Movie de 1977.

## Início da vida e carreira
Stucker nasceu em Des Moines, Iowa. Sua família mudou-se para Shaker Heights, Ohio, onde se destacou na escola como pianista e palhaço da turma.
Ele fez sua estreia nas telas co-estrelando o filme cômico de 1975, Carnal Madness, como Bruce Wilson, um estilista gay que foge de um manicômio com dois colegas presidiários, fugindo para uma escola só para meninas. Ele passou a atuar na comédia sobre o terremoto em Los Angeles de 1977, Cracking Up, com Fred Willard, Michael McKean e Harry Shearer.
Stucker foi um membro do elenco da trupe de comédia de esquetes de Madison, Wisconsin, Kentucky Fried Theatre, fundada por David Zucker, Jim Abrahams e Jerry Zucker. Em 1977 ele apareceu no filme de John Landis The Kentucky Fried Movie, baseado nos esquetes da trupe. Isso o levou ao seu papel coadjuvante na comédia de Zucker-Abrahams-Zucker, Airplane!, que ele reprisou em Airplane II: The Sequel. Para o primeiro filme, os roteiristas deram a Stucker as linhas retas para suas cenas e o deixaram escrever as respostas inusitadas de seu personagem.
Em 1982, ele teve um papel especial em uma sequência de três episódios na série de TV Mork & Mindy e, em 1983, teve um pequeno papel em Trading Places, de Landis. Em 1984, ele co-estrelou o psiquiatra obcecado por sexo Dr. Bender no filme de comédia adolescente Bad Manners (também conhecido como: Growing Pains).

## Doença e morte
Em 12 de julho de 1984, Stucker foi diagnosticado com AIDS. Ele revelou sua doença à mídia no ano seguinte, tornando-se um dos primeiros artistas reconhecidos a fazê-lo. Em uma entrevista em novembro de 1985, Stucker afirmou que sofria de sintomas relacionados ao câncer já em 1979, antes do conhecimento público do que era a AIDS, e que já havia sido usuário de drogas intravenosas.
Ele morreu de complicações relacionadas à AIDS em um hospital de Los Angeles em 13 de abril de 1986, aos 38 anos. Ele foi enterrado na Capela dos Carrilhões.

## Filmografia
| Ano  | Título                       | Personagem                        | Notas                                                    |
| ---- | ---------------------------- | --------------------------------- | -------------------------------------------------------- |
| 1975 | Carnal Madness               | Bruce Wilson                      | Títulos alternativos: Delinquent School Girls / Sizzlers |
| 1977 | Cracking Up                  | Bruce "Tushy" Smith               |                                                          |
| 1977 | The Kentucky Fried Movie     | Estenógrafo                       | (Segmento: "Courtroom")                                  |
| 1980 | Airplane!                    | Johnny Henshaw-Jacobs             |                                                          |
| 1981 | Marie                        | Ele mesmo                         | Episódio # 1.7                                           |
| 1982 | Mork & Mindy                 | Billy Vincent                     | Episódio: "Gotta Run: Part 3"                            |
| 1982 | Jimmy the Kid                | 2º Vizinho                        |                                                          |
| 1982 | Airplane II: The Sequel      | Jacobs / Escriturário do Tribunal |                                                          |
| 1983 | Trading Places               | Chefe de estação                  |                                                          |
| 1984 | Bad Manners                  | Dr. Bender                        | Título alternativo: Growing Pains                        |
| 1985 | Hot Resort                   | Bobby Williams                    |                                                          |
| 1988 | The Wizard of Speed and Time | Coreógrafo de piano               | Cenas filmadas em 1984; lançado postumamente             |